# دائرة جيملة
دائرة جيملة إحدى دوائر ولاية جيجل الجزائرية . عاصمتها هي بلدية جيملة وتضم بلديات : 
- جيملة
- بودريعة بن ياجيس